# 保羅·菲爾德斯
保羅·戈登·菲爾德斯爵士 OBE FRS（1882年2月10日—1971年2月5日）是一名英國病理學家和微生物學家，第二次世界大戰期間曾在波頓唐研究化學生物武器。

## 生平

### 早年生活
菲爾德斯出生於倫敦肯辛頓，是藝術家盧克·菲爾德斯爵士的兒子和改革家瑪麗·菲爾德斯的曾孫。菲爾德斯曾就讀於溫徹斯特公學，後來在劍橋大學三一學院攻讀外科，並獲得醫學學士學位。

### 職業生涯
1915年至1919年，菲爾德斯於第一次世界大戰期間擔任皇家海軍志願後備隊少校，駐紮在皇家海軍哈斯拉爾醫院（1915年—1919年）。1919年，他被授予大英帝國官佐勳章。
在倫敦醫院擔任助理細菌學家後，他於1934年轉到米德爾塞克斯醫院工作。他也於1934年獲選為英國皇家學會會士。1940年，他幫助唐納德·D·伍茲（Donald D. Woods）發現磺胺類藥物的作用原理。
1934年至1949年，他是英國醫學研究委員會的科學工作人員。

### 第二次世界大戰
菲爾德斯聲稱他曾協助猿人作戰，在布拉格暗殺納粹頭目萊因哈特·海德里希，向捷克特別行動執行處特工提供裝有肉毒桿菌毒素的改裝73型手榴彈。由於沒有任何跡象表明海德里希表現出肉毒桿菌中毒的任何明顯症狀，人們對這一說法持懷疑態度。
1940年，菲爾德斯被派往波頓唐負責一個新成立的部門——波頓生物部（BDP），研究細菌攻擊的防禦影響，並在那裡建立一個微生物學家團隊，研究生物武器的使用，包括炭疽菌和肉毒桿菌。早期的一個項目是儲存一百萬個炭疽浸漬牛餅，用於可能的報復性攻擊。1942年，該部門在格魯伊納島對波頓唐開發的炭疽生物武器進行了著名的試驗。他也協助在格魯伊納島進行炭疽菌株試驗，對感染炭疽的綿羊屍體進行解剖，以確定它們是否直接死於炭疽中毒。這項工作在1942年夏天製造了世界上第一枚可用的炭疽炸彈。
戰爭結束後，他重返大學生活，並將該部門的控制權移交給他的副手大衛·亨德森。他在1946年元旦授勳儀式上被授予爵士稱號。

### 晚年生活
戰後，菲爾德斯在諾貝爾獎得主霍華德·弗洛里男爵領導的牛津大學威廉·鄧恩爵士病理學院工作，研究噬菌體T1（其次是T2）繁殖的生物化學。
1963年，菲爾德斯獲得英國皇家學會頒發的科普利獎章。

## 研究工作
菲爾德斯是血友病和梅毒著作的作者。